# Susan Lee
Susan Lee (7 de junio de 1966) es una deportista australiana que compitió en remo como timonel. Participó en los Juegos Olímpicos de Los Ángeles 1984, obteniendo una medalla de bronce en la prueba de cuatro con timonel.

## Palmarés internacional
| Juegos Olímpicos | Juegos Olímpicos             | Juegos Olímpicos  | Juegos Olímpicos   |
| Año              | Lugar                        | Medalla           | Prueba             |
| ---------------- | ---------------------------- | ----------------- | ------------------ |
| 1984             | Los Ángeles (Estados Unidos) | Medalla de bronce | Cuatro con timonel |